# Winchester Model 65
O Winchester Model 65 é um rifle de repetição por ação de alavanca produzido pela Winchester Repeating Arms Company.

## Descrição
O Model 65 foi um rifle de repetição da mesma família do clássico Model 1892, sendo o sucessor do Model 53. O rifle é o que foi fabricado em menor escala entre os três, sendo produzidos apenas 5700 unidades do produto, enquanto do Model 53 foram produzidos 25000 unidades e do clássico 1892 mais de um milhão.
O Model 65 foi produzido originalmente para receber cartuchos de calibre .25-20 e .32-20. Porém em 1938, a Winchester colocou em circulação um novo calibre para a arma, o .218 Bee, que fez com que a mesma fosse introduzida também nos círculos de caça. O.218 Bee foi nomeado pelo diâmetro do cano e não pelo da bala como normalmente é feito.